# Alan Mannus
Alan Mannus (Toronto, 19 de maio de 1982) é um futebolista profissional norte-irlandês que atua como goleiro, atualmente defende o Shamrock Rovers

## Seleção nacional
Alan Mannus fez parte do elenco da Seleção Norte-Irlandesa de Futebol da Eurocopa de 2016.